# La Proiselière-et-Langle
La Proiselière-et-Langle ist eine französische Gemeinde mit 145 Einwohnern (Stand: 1. Januar 2022) im Département Haute-Saône in der Region Bourgogne-Franche-Comté.

## Geographie
La Proiselière-et-Langle liegt auf einer Höhe von 354 Metern über dem Meeresspiegel, 10 Kilometer östlich von Luxeuil-les-Bains und etwa 35 Kilometer nordöstlich der Stadt Vesoul (Luftlinie). Das Dorf erstreckt sich im nordöstlichen Teil des Départements, in den westlichen Ausläufern der Vogesen, am südlichen Rand der Talniederung des Breuchin.
Die Fläche des 7,06 Quadratkilometer großen Gemeindegebiets umfasst einen Abschnitt der von Tälern durchzogenen Plateaulandschaft am Westrand der Vogesen. Die nördliche Grenze verläuft inmitten des Tals des Breuchin, der hier mit mehreren Windungen durch eine Alluvialniederung nach Westen fließt. Die Talaue liegt auf durchschnittlich 345 Meter und weist eine Breite von ungefähr 2 Kilometern auf.
Vom Flusslauf erstreckt sich das Gemeindeareal südwärts über die Talniederung und über einen Steilhang bis auf die angrenzende Hochfläche des Plateau des Mille Étangs. Der Hang wird durch zwei Tälchen, darunter dasjenige des Ruisseau de la Goutte untergliedert. Auf der Hochfläche, die ein lockeres Gefüge von Weideland und Wald zeigt, befinden sich zahlreiche kleine Seen, die teils natürlichen Ursprungs sind, teils von den Mönchen seit dem 11. Jahrhundert zur Fischzucht angelegt wurden. Mit 442 Meter wird auf dieser Hochfläche die höchste Erhebung von La Proiselière-et-Langle erreicht. In geologisch-tektonischer Hinsicht ist das Plateau aus kristallinem Grundgestein aufgebaut. Auf den Hochflächen finden sich glaziale Ablagerungen aus dem Pleistozän. An einigen Orten tritt auch Buntsandstein der unteren Trias zutage. Nach Südwesten fällt das Plateau allmählich ab. Hier befindet sich die Waldung des Bois de la Grange.
Die Doppelgemeinde besteht aus den Ortschaften La Proiselière (354 m) und Langle (358 m), beide am südlichen Talrand des Breuchin gelegen, sowie zahlreichen Gehöften auf dem Plateau des Mille Étangs. Nachbargemeinden von La Proiselière-et-Langle sind Amage und Sainte-Marie-en-Chanois im Norden, Les Fessey im Osten, La Corbière im Süden sowie La Bruyère im Westen.

## Geschichte
Überreste eines gallorömischen Lagerplatzes auf der Anhöhe südlich des Ortes weisen auf eine frühe Anwesenheit des Menschen hin. Im Mittelalter gehörten La Proiselière und Langle zur Freigrafschaft Burgund und darin zum Gebiet des Bailliage d’Amont. Die lokale Herrschaft hatten die Herren von Faucogney inne. Zusammen mit der Franche-Comté gelangten beide Dörfer mit dem Frieden von Nimwegen 1678 definitiv an Frankreich. Seit der Zeit der Französischen Revolution bilden La Proiselière und Langle eine Doppelgemeinde. Heute ist La Proiselière-et-Langle Mitglied des Gemeindeverbandes Communauté de communes des 1000 étangs. Sie gehört zur Pfarrei Sainte-Marie-en-Chanois und besitzt keine eigene Kirche.

## Sehenswürdigkeiten
Die Ortschaften sind geprägt durch verschiedene Bauernhäuser aus dem 18. Jahrhundert, die den traditionellen Stil der Region in den Westvogesen zeigen. Die Mairie (Bürgermeisteramt) besitzt einen kleinen Glockenturm. Über den Breuchin führt eine Steinbrücke.

## Bevölkerung
| Jahr                       | 1962 | 1968 | 1975 | 1982 | 1990 | 1999 | 2006 | 2014 | 2020 |
| Einwohner                  | 236  | 170  | 142  | 143  | 133  | 153  | 169  | 148  | 147  |
| Quellen: Cassini und INSEE |      |      |      |      |      |      |      |      |      |

Mit 145 Einwohnern (1. Januar 2022) gehört La Proiselière-et-Langle zu den kleinen Gemeinden des Départements Haute-Saône. Nachdem die Einwohnerzahl in der ersten Hälfte des 20. Jahrhunderts deutlich abgenommen hatte (1881 wurden noch 442 Personen gezählt), wurde seit Beginn der 1990er Jahre wieder ein leichtes Bevölkerungswachstum verzeichnet, das in neuerer Zeit allerdings wieder stagniert.

## Wirtschaft und Infrastruktur
La Proiselière-et-Langle ist noch heute ein vorwiegend durch die Landwirtschaft (Ackerbau, Obstbau und Viehzucht), die Forstwirtschaft und die Fischzucht geprägtes Dorf. Außerhalb des primären Sektors gibt es nur wenige Arbeitsplätze im Ort. Einige Erwerbstätige sind deshalb Wegpendler, die in den größeren Ortschaften der Umgebung ihrer Arbeit nachgehen.
Die Ortschaft liegt abseits der größeren Durchgangsachsen an einer Departementsstraße, die von Breuchotte nach La Voivre führt. Weitere Straßenverbindungen bestehen mit Sainte-Marie-en-Chanois, Les Fessey und La Corbière.